# 英国皇家空军轰炸机司令部
英國皇家空軍轟炸機司令部（英語：RAF Bomber Command）從1936年到1968年負責指揮英國皇家空軍的轟炸機部隊。它與美國陸軍航空軍一起，在第二次世界大戰期间對納粹德國的戰略轟炸中發揮了重要作用。据不完全统计，在二戰期間，英國皇家空軍轟炸機司令部總共出動轟炸機364,514架次，投擲炸彈约1,030,500噸，損失飛機约8,325架。英國皇家空軍轟炸機司令部之轟炸機的機組人員傷亡率也很高：總共125,000名機組人員中有55,573人喪生，死亡率為44.4%。另有8,403人受傷，9,838人成為戰俘。
1968年，英國皇家空軍轟炸機司令部與英國皇家空軍戰鬥機司令部合併，成立英國皇家空軍打擊司令部。
2006年8月，英國皇家空軍轟炸機司令部的紀念碑在林肯座堂揭幕。